# Die Rache des Blutes
Die Rache des Blutes è un film muto del 1915 diretto e interpretato da Emil Albes.

## Produzione
Il film fu prodotto dalla Deutsche Bioscop GmbH.

## Distribuzione
Uscì nelle sale cinematografiche tedesche nel 1915. La pellicola viene considerata presumibilmente perduta.